# Guerchais Roche T.107-E1
Dimensions
Le Guerchais Roche T.107-E1 (GR-107 selon d'autres sources) est un planeur monoplace d'entrainement conçu par l'ingénieur Louis Guerchais et construit par les établissements Roche aviation à Riom. Il fait son premier vol en 1945.

## Histoire
Construit pendant l'occupation il est dissimulé jusqu'à la Libération et ne fera son premier vol qu'en 1945.
Il n'y aura qu'un exemplaire fabriqué.

## Construction
La conception et l'aspect sont très proches des S.A. 103 Émouchet et Nord 1300 contemporains. La construction est en "bois et toile". L'aile est haute avec une partie centrale à corde constante puis deux sections à corde décroissante de forme sensiblement elliptiques. Elle est coffrée jusqu'au longeron puis entoilée. La fixation au haut du fuselage est complétée par un mat de chaque cotè.
Le fuselage a une section hexagonale avec les deux flancs verticaux. Le plan fixe de dérive est coiffé d'une gouverne de direction compensée aérodynamiquement Le plan fixe de profondeur est coffré et la gouverne entoilée. Le planeur se pose sur un patin en bois amorti par des blocs de caoutchouc et sur une béquille.
Il est livré avec un poste de pilotage "torpédo" et une verrière fermée.

## Vols
Le prototype est testé en 1945 au centre d'essais en vol de Brétigny-sur-Orge. Le test est bien meilleur que celui du Nord 1300 décrivant un planeur sain et facile à piloter  mais ça n'empêchera pas qu'il soit écarté des commandes de planeurs passées par le ministère de l'Air à la Libération.